# Venas
Venas ist eine französische Gemeinde mit 224 Einwohnern (Stand 1. Januar 2022) im Département Allier in der Region Auvergne-Rhône-Alpes (vor 2016 Auvergne). Sie gehört zum Arrondissement Montluçon und zum Kanton Huriel.

## Geographie
Venas liegt etwa zwölf Kilometer nordöstlich von Montluçon.

### Nachbargemeinden
Umgeben ist Venas von den Nachbargemeinden Hérisson im Nordwesten und Norden, Louroux-Bourbonnais im Norden und Nordosten, Cosne-d’Allier im Osten, Sauvagny im Südosten und Süden sowie Haut-Bocage im Westen.

## Bevölkerungsentwicklung
| Jahr      | 1962 | 1968 | 1975 | 1982 | 1990 | 1999 | 2006 | 2011 | 2019 |
| Einwohner | 363  | 298  | 285  | 269  | 247  | 242  | 237  | 243  | 236  |

## Sehenswürdigkeiten
- Kirche Saint-Paul aus dem 12./13. Jahrhundert
- Schloss Venas aus dem 15. Jahrhundert